# Allobates talamancae
Allobates talamancae (nomes comuns: Talamanca rã de foguete,) é uma espécie de rã da família Aromobatidae. Encontra-se no noroeste do Equador, oeste da Colômbia, Panamá, Costa Rica e sul da Nicarágua.

## Descrição
Allobates talamancae é um sapo pequeno e não tóxico, com machos medindo 17–24 mm (0.67–0.94 in) no comprimento do focinho-cloaca e fêmeas 16–25 mm (0.63–0.98 in). O dorso é liso e de cor marrom escura. Os flancos são pretos, delimitados por uma linha marrom ou bronze acima e uma linha branca abaixo. O ventre é branco. Os dedos das mãos e dos pés estão sem membranas.

## Reprodução
Allobates talamancae põe os ovos na serapilheira, e ambos os pais carregam os girinos para riachos onde completam seu desenvolvimento em pequenas depressões cheias de água.

## Habitat, Ecologia e Conservação
Allobates talamancae é encontrado em uma variedade de habitats em áreas baixas e premontanas muito úmidas (crescimento secundário e plantações, áreas pantanosas em floresta primária, mas não em áreas abertas), geralmente perto de riachos. Pode ser encontrado até 800 m (2,600 ft) (970 m (3,180 ft) na Colômbia acima do nível do mar. Sua dieta consiste em pequenos artrópodes. As rãs adultas se agregam, formando pequenos grupos, provavelmente como uma adaptação anti-predador.
É espécie comum; ameaças a ele são a perda de habitat, a introdução de peixes predadores alienígenas e poluição.